# Hundsdorf (Gemeinde Weitensfeld im Gurktal)
Hundsdorf ist eine Ortschaft in der Gemeinde Weitensfeld im Gurktal im Bezirk St. Veit an der Glan in Kärnten. Die Ortschaft hat 17 Einwohner (Stand 1. Jänner 2024).

## Lage
Die Ortschaft liegt abgelegen im Norden der Gemeinde Weitensfeld, auf dem Gebiet der Katastralgemeinde Thurnhof, sonnseitig hoch über dem Zweinitzbach, gut 6 km nordnordwestlich von Zweinitz bzw. rund 3 km südöstlich des Gipfels des Mödringbergs.
Zur Ortschaft gehören die Höfe Mödritscher (Nr. 1; daneben befanden sich früher Burgstaller und Rochale), Stöger (auch Stegner, früher Stiegenkeusche; Nr. 12) und Offner (Nr. 11; ein Nebengebäude des Hofs wird aber als Brunn (Zweinitz) Nr. 5 geführt). Weiter nordwestlich befanden sich früher in Streulage Rainer, Kern, Haberl und Mayer an Winternig.

## Geschichte
Ab Gründung der Ortsgemeinden Mitte des 19. Jahrhunderts gehörte Hundsdorf zur Gemeinde Gurk. 1871 trat die Gemeinde Gurk die Katastralgemeinden Thurnberg und Zweinitz an die Gemeinde Weitensfeld ab, somit gehörte Hundsdorf dann zur Gemeinde Weitensfeld. 
Bei der Kärntner Gemeindestrukturreform von 1973 kam Hundsdorf an die damals neu errichtete Gemeinde Weitensfeld-Flattnitz, bei deren Auflösung 1991 wieder zur Gemeinde Weitensfeld im Gurktal.

## Bevölkerungsentwicklung
Für die Ortschaft ermittelte man folgende Einwohnerzahlen:
- 1869: 10 Häuser, 44 Einwohner[2]
- 1880: 10 Häuser, 35 Einwohner[3]
- 1890: 11 Häuser, 43 Einwohner[4]
- 1900: 10 Häuser, 45 Einwohner[5]
- 1910: 10 Häuser, 49 Einwohner[6]
- 1923: 10 Häuser, 55 Einwohner[7]
- 1934: 35 Einwohner[8]
- 1961: 4 Häuser, 31 Einwohner[9]
- 2001: 3 Gebäude (davon 3 mit Hauptwohnsitz) mit 3 Wohnungen; 14 Einwohner und 1 Nebenwohnsitzfall; 3 Haushalte; 0 Arbeitsstätten, 3 land- und forstwirtschaftliche Betriebe[10]
- 2011: 3 Gebäude, 13 Einwohner, 4 Haushalte, 0 Arbeitsstätten[11]
- 2021: 3 Gebäude, 15 Einwohner, 4 Haushalte, 2 Arbeitsstätten[12]